# Hydrangea macrophylla
Espèce
Classification APG II (2003)
Hydrangea macrophylla, appelé Hortensia (féminin de l'adjectif latin hortensius, « de jardin ») dans la langue vernaculaire, est une espèce d'arbustes, de la famille des Hydrangeaceae, originaire du Japon.

## Nomenclature et étymologie

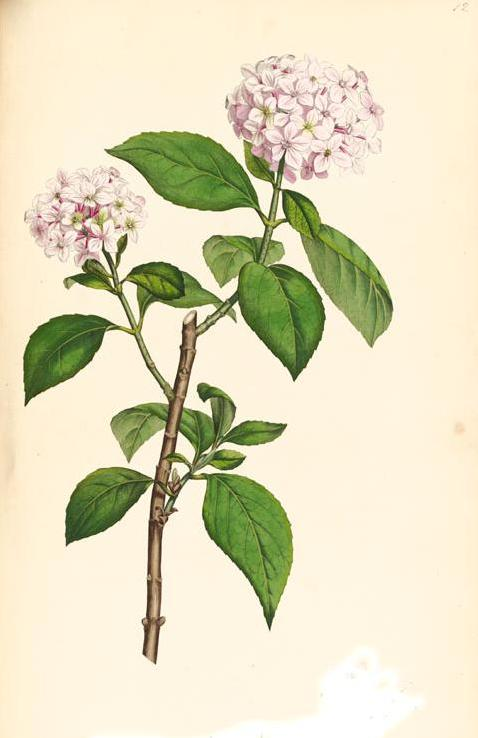
Hydrangea hortensis Première illustration botanique de H. macrophylla par un botaniste britannique James Edward Smith (1759-1828), publiée en 1790-93.

L'hortensia est originaire d'Asie orientale où il est cultivé et peint depuis des siècles.
Les premières descriptions d'hortensias en langues occidentales sont le fait de deux médecins naturalistes, d'abord Kaempfer (1712) puis Thunberg (1784), qui purent se rendre quelque temps à Nagasaki, le seul port du Japon ouvert aux étrangers. Thunberg, un élève de Linné, classa les hydrangéas dans les viornes ou Viburnum (sous le nom de Viburnum macrophyllum).
À la même époque Philibert Commerson après avoir accompagné comme naturaliste Bougainville dans son voyage autour du monde, se fixe aux Mascareignes où il découvre ce qu'on appellera plus tard l' Hydrangea macrophylla, probablement apporté par les navigateurs Hollandais. Il lui attribue d'abord le nom de Peautia coelestina en hommage à Mme Lepaute, une amie astronome, (Peautia renvoie à Lepaute et coelestina à l'astronomie). Il se ravise ensuite quand il s'aperçoit qu'il a déjà utilisé le nom de Peautia et choisit le terme de Hortensia, probablement parce que Mme Nicole-Reine Lepaute se faisait appeler Hortense dans l'intimité. En 1789, il envoie un spécimen sec à Paris où Lamarck le décrit sous le nom de Hortensia opuloides (Lamarck, 1789).
À la même époque (1789 ou 1790) Sir Joseph Banks et Slater introduisent des hortensias vivants de Chine dans les jardins de Kew en Angleterre. Le rapprochement avec les Hydrangea de Linné est fait et  James Smith, de la Linnean Society, les dénomme Hydrangea hortensis (voir l'illustration ci-contre).
Au Japon, les travaux pionniers sur la flore nippone de Kaempfer et Thunberg sont poursuivis par un autre médecin naturaliste, Siebold. Lors de son séjour à Nagasaki, de 1823 à 1829, il rassemble une grande collection de plantes. En 1829, il publie la description d'une plante cultivée localement qu'il nomme aussi Hydrangea hortensia Siebold. Siebold fit un second séjour au Japon en 1859-1862 et envoya en Europe nombre de plantes. Celles-ci furent multipliées dans sa pépinière près de Leyde et distribuées dans beaucoup de jardins botaniques d'Europe. On trouve parmi elles, un Hydrangea macrophylla surnommé otaksa d'après le nom de sa femme Japonaise Sonogi Kusumoti, aussi appelée Otaki. La plante envoyée du Japon par Siebold étant plus petite que celle rapportée de Chine par Banks, il fallut un certain temps avant que les botanistes soient convaincus d'avoir affaire à la même plante. Actuellement, la forme japonaise est appelée Hydrangea macrophylla 'Otaksa' et la forme chinoise H. macrophylla 'Joseph Banks'.
Enfin, Seringe fusionne les genres Hydrangea L. et Hortensia Juss. (Podromus De Candolle, 1830) et crée le nom toujours en usage d' Hydrangea macrophylla (Thunb.) Ser. Ainsi le terme hortensia disparaît à la fois des noms de genres et d'espèces.
Le terme d' Hortensia introduit initialement dans la nomenclature scientifique n'a survécu finalement que dans la langue commune. Il eut pourtant à affronter de nombreux rivaux : Lamarck (1789) parlait d'« hortense du Japon », Jussieu (1821) de « rose du Japon » et Mouillefert (1892) d'« hydrangelle des jardins », tous noms maintenant disparus de la langue commune.
Au début du XXe siècle, le genre Hygrangea L. était rattaché à la famille des Saxifragacées, dans la sous-famille des Hydrangéoïdées (Engler 1928). Mais cette famille des Saxifragacées au sens large étant très hétérogène, il fut convenu de monter la sous-famille des Hydrangéoïdées en famille des Hydrangéacées (Hutchinson, 1980).

## Synonymes
De cette longue histoire de la nomenclature, il reste les synonymes suivants dans l'ordre de leur apparition historique :
- (≡) Viburnum macrophyllum Thunberg, 1784 (basionyme)
- (=) Hortensia opuloides Lamarck, 1789
- (=) Hydrangea hortensia Siebold, 1829
- (=) Hydrangea opuloides (Lam.) K. Koch, 1869

Tous synonymes de l'actuelle dénomination  Hydrangea macrophylla (Thunberg) Seringe.
Les quatre sous-espèces d'Elizabeth McClintock sont supprimées (GRIN) :
| - (≡) H. macrophylla subsp. macrophylla McClint.                                             | → Hydrangea macrophylla                    |
| - H. macrophylla (Thunberg) Seringe subsp. chungii (Rehder) E. M. McClintock                 | → Hydrangea chungii Rehder.                |
| - H. macrophylla (Thunberg) Seringe subsp. stylosa (J. D. Hooker & Thomson) E. M. McClintock | → Hydrangea stylosa J. D. Hooker & Thomson |
| - H. macrophylla subsp. serrata (Thunb.) Makino                                              | → Hydrangea serrata (Thunb.) Ser.          |

## Origine
L'hortensia cultivé est dérivé de ce qu'Elizabeth McClintock classait dans la sous-espèce H. macrophylla subsp. macrophylla E.M.McClint.[réf. souhaitée]. Cette plante se trouve à l'état spontané dans l'est de Honshu au Japon, à basse altitude[réf. souhaitée]. Elle est cultivée et sélectionnée depuis très longtemps au Japon, en Corée et en Chine et a été introduite en Europe en 1789-90[réf. souhaitée].

## Description

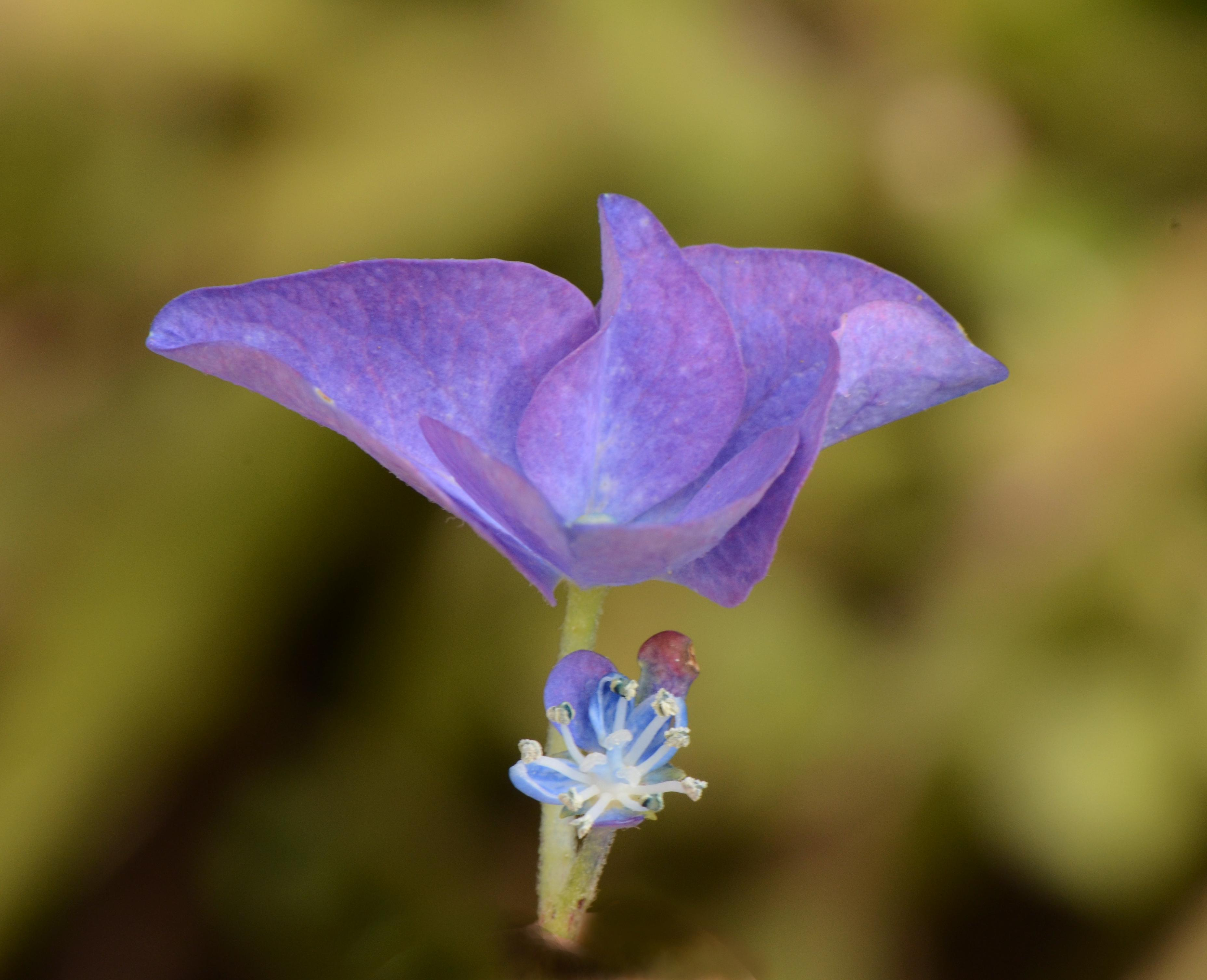
Hydrangea macrophylla Deux types de fleurs :
- fleur décorative à quatre larges sépales colorés ;
- fleur non décorative (en dessous) cinq petits sépales verdâtres (2 mm), cinq pétales (4-5 mm) bleus, dix étamines, trois styles.

H. macrophylla est un arbuste, caduc, aux rameaux rapprochés et au feuillage dense formant une grosse boule de 1 à 2 m de haut, voire plus.
Les feuilles opposées peuvent atteindre une quinzaine de centimètres de longueur, d'où le terme macrophylla, du grec makros, « grand » et phyllon, « feuille ». Elles sont simples, membraneuses, orbiculaires à elliptiques et à l'apex acuminé.
Elles sont généralement dentées en scie (serretées).
Les inflorescences sont des cymes de cymes corymbeuses, positionnant toutes les fleurs dans un plan ou sur un hémisphère ou même une sphère entière dans les formes cultivées. On parle d'inflorescence « à tête plate » ou d'inflorescences globuleuses. Deux types bien distincts de fleurs se reconnaissent : au centre des fleurs non ornementales, fertiles et à la périphérie des fleurs ornementales, qualifiée habituellement de « stériles ». Dans une étude de plusieurs cultivars, Uemachi et al., ont montré que toutes les fleurs sont fertiles et qu'elles diffèrent par leur polymérie, les fleurs non-ornementales étant pentamères, les décoratives tétramères. Les quatre sépales des fleurs décoratives ont des coloris allant du rose pâle, rouge fuchsia au bleu pourpre, suivant le pH du sol et la présence d'ion d'aluminium. Les fleurs non décoratives possèdent cinq petits sépales verdâtres, cinq petits pétales colorés coiffant dans le bouton dix étamines courbées, disposées en deux verticilles. Le gynécée comporte deux ou trois carpelles soudés.
La floraison dure du début de l'été au début de l'hiver.
Le fruit est une capsule subglobuleuse.
|  |  |

## Distribution
À l'état spontané, H. macrophylla pousse dans l'île de Honshu au Japon. Son domaine est très restreint : les péninsules d'Izu à 100 km au sud de Tokyo, Miura et Bōsō, les îles de l'archipel Izu.
Après avoir été importé, il s'est naturalisé en Chine, en Nouvelle-Zélande, au Guatemala, Nicaragua et Pérou.

## Couleur des fleurs
Le même pied d'hortensia peut fleurir rouge ou bleu suivant l'acidité du sol et la présence d'ions Al3+. Dans un sol basique, les sépales sont rouge fuchsia, mais s'il est acide, ils sont bleu pourpre.
| Hydrangea macrophylla                                                   |                                                                                  |  |
|                                                                         |                                                                                  |  |
| Sol basique                                                             | Sol acide avec des ions Al3+                                                     |  |
|                                                                         |                                                                                  |  |
| 1 Cation flavylium de Delphinidine-3-glucoside de couleur ROUGE FUCHSIA | 2 Complexe de la base quinonique de Del-3-gl avec Al3+ de couleur BLEU DE FRANCE |  |

Il est surprenant d'apprendre que toute cette palette de couleurs vient d'un seul anthocyanoside, le 3-glucoside de delphinidine (1), car en général, les fleurs rouges et bleues ont des chromophores anthocyanidoliques différents.
Yoshida et al. ont pu mesurer le pH des vacuoles des cellules colorées qui se trouvent dans la seconde couche des sépales. Lorsque les sépales sont rouges le pH est faible (pH=3.3) donc relativement acide mais il l'est un peu moins quand ils sont bleus (pH=4.1). L'acidité des vacuoles évolue inversement à celle du sol de culture. C'est cette acidité vacuolaire qui explique le passage sous forme de cation flavylium rouge de la delphinidine. Mais pour bien comprendre le bleuissement de l'hortensia deux autres facteurs interviennent : des cations métalliques d'aluminium Al3+ et des co-pigments : 3 l'acide 3-caféylquinique (3-Caf), 4 l'acide 3-p-coumarylquinique (3-pC) et 5 l'acide 5-caféylquinique (5-Caf) (ou acide chlorogénique). Dans les vacuoles des cellules bleues, la concentration relative d'ions Al3+ et des co-pigments d'acides 3-acylquiniques 3 et 4 (3-Caf et 3-pC) est beaucoup plus élevée que dans les cellules rouges (où 5-Caf est en grande quantité plutôt que 3-Caf et 3-pC). La présence de ces co-pigments est essentielle pour la stabilité de la couleur bleue. Kondo et als ont proposé un schéma de formation d'un complexe dans lequel, au centre, l'ion Al3+ coordonne le pigment 1 de delphinidine-3-glucoside et coordonne simultanément les atomes d'oxygène des co-pigments.
|                                                                              |                                                   |
| Co-pigments : 3 R=OH acide 3-caféylquinique 4 R=H acide 3-p-coumarylquinique | Pigment bleu d'hydrangea (modèle de Kondo et al.) |

Dans les sols acides, les racines de l'hortensia sécrètent de l'acide citrique qui forme un complexe avec Al3+ du sol pouvant être ensuite absorbé par les racines. Cet aluminium est subséquemment transporté dans la plante et s'accumule dans les vacuoles. Par contre dans les sols basiques, les ions Al3+ ne sont pas absorbables par les plantes. L'aluminium joue donc le rôle central dans le bleuissement du pigment normalement rouge du flavylium (en sol basique mais milieu acide de la vacuole). C'est la chélation (par des liaisons de coordination) entre ce cation métallique et le ligand anthocyanidolique qui provoque le déplacement de l'absorbance vers des longueurs d'onde plus grandes.

## Variétés cultivées

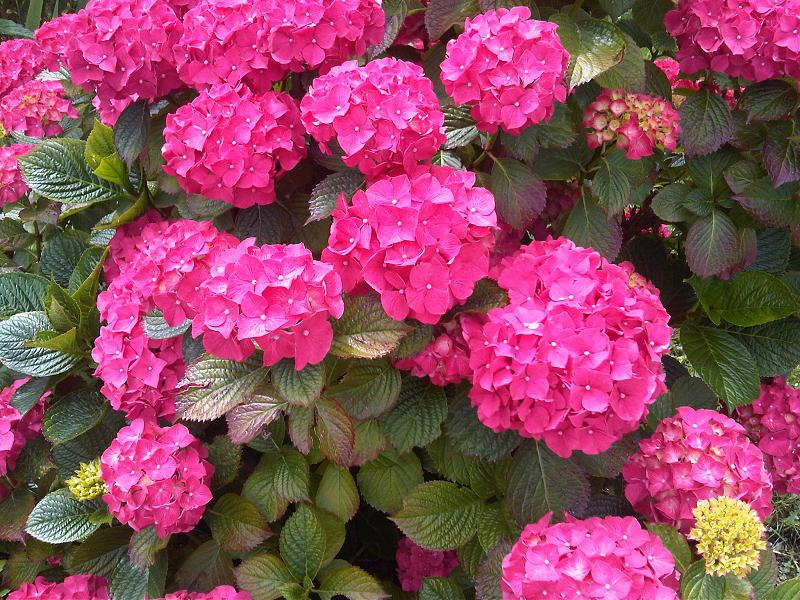
Hortensia 'Bouquet Rose'.

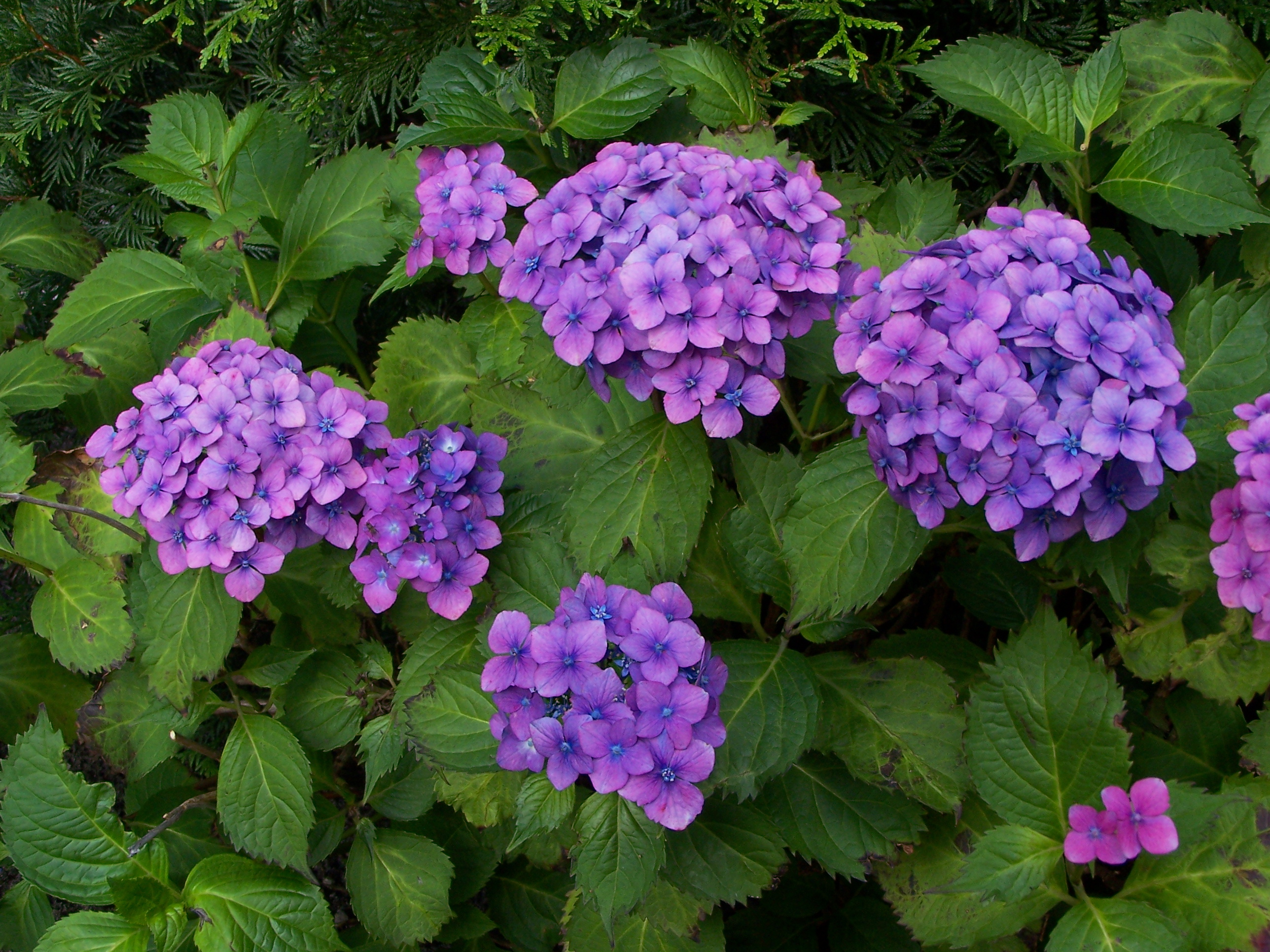
Hydrangea macrophylla mauve.

Hydrangea macrophylla, plante originaire du Japon, fut exportée en Chine très tôt. Comme au Japon, il y fut cultivé comme plante ornementale.
Des plants vivants provenant de Chine furent importés en Angleterre au jardin de Kew par Joseph Banks en 1789. C'était une variété à grosses inflorescences globuleuses rose pâle.
Un ou deux ans plus tard, le pépiniériste de Montrouge, Jacques Cels, en recevait un pied d'Angleterre qu'il mit en culture et propagea par bouture. Ce pied était stérile et tous ses descendants qui existent encore actuellement ont été obtenus par multiplication végétative. En 1794, un fleuriste nommé Audibert, lui achetait un pied qu'il propagea avec succès.
Les pépinières Veitch d'Angleterre envoyèrent Charles Maries en prospection botanique et horticole au Japon et en Chine durant les années 1877-1879. Celui-ci put envoyer d'Extrême-Orient environ 500 plantes vivantes en Angleterre dont des variétés d'hortensia à têtes plates, nommées actuellement 'Mariesii' et 'Veitchii'. Les fleurs de 'Mariesii' sont d'un bleu pâle très délicat, celles de 'Veitchii' sont blanches. Le même botaniste explorateur, introduisit 'Rosea', une variété à inflorescences globuleuses de couleur très pâle et avec un feuillage à la texture fine.
Les responsables des pépinières Veitch ne surent pas apprécier ces hortensias à leur juste valeur et en firent don à leurs collègues français. Albert Truffaut les ramena en France où plusieurs pépiniéristes surent en tirer parti.
Les plus grandes obtentions se sont faites à partir de 1895, à Nancy par les pépiniéristes Lemoine et fils, à Vendôme par Emile puis Louis Mouillère, au Havre par Henri puis Louis Cayeux. Victor Lemoine obtint en 1904, un des premiers hybrides nommé 'Mariesii perfecta', un hortensia très rustique, produisant au centre des fleurs bleutées entourées par de grandes fleurs pâles d'un bleu lavande. Aujourd'hui, ses obtentions Hydrangea macrophylla 'Mariesii Grandiflora', 'Mariesii Lilacina' et 'Mariesii Perfecta' sont encore plantées dans les jardins.
Mouillère et Cayeux obtinrent des hortensias d'intérieur. En 1920, Cayeux obtint un hybride issu du croisement de H. macrophylla et H. petiolaris Sieb. & Zucc., nommé Hydrangea × hortensiolaris, se caractérisant par son aptitude à grimper et ses fleurs roses.
Citons encore 'Merveille Sanguine' d'Henri Cayeux (1936), aux inflorescences globuleuses rouge foncé.

## Culture
L'hortensia doit sa popularité à sa longue et belle floraison comme à sa facilité d'entretien. C'est une plante vivace rustique qui résiste aux hivers des climats tempérés et pousse facilement à l'ombre. Dans les zones très froides, un paillis de protection au pied de la plante en hiver protègera ses racines du gel.

### Substrat
L'hortensia se plante à l'automne dans un sol acide riche en humus (par exemple 2/3 de terre de jardin et 1/3 de terre de bruyère) en respectant une distance de 1 m entre chaque plant. Le sol doit être frais et avoir une certaine acidité pour obtenir des fleurs bleues, mais on peut se contenter d'un sol neutre, non calcaire. Les engrais du commerce contiennent généralement énormément d'azote, qui provoque une baisse de floraison et plus de feuillage. Il convient de favoriser plutôt le phosphore et la potasse.
Pour obtenir des fleurs bleues, il faut planter les hortensias en sol acide (pH 4), n'arroser qu'à l'eau de pluie et apporter au printemps un produit bleuissant à base de sulfate d'alumine.

### Exposition

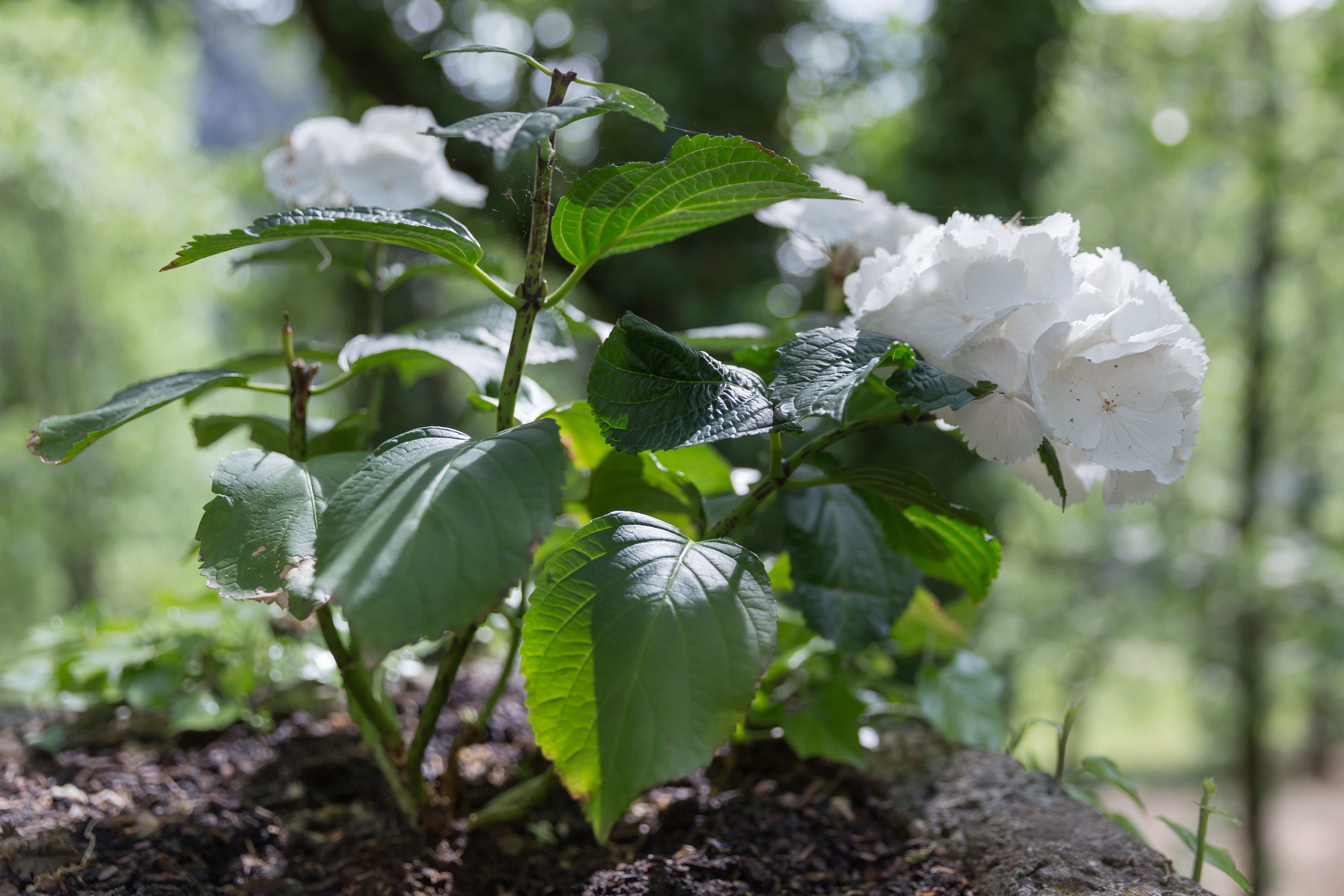
Hydrangea macrophylla (Hortensia) à Vallon-Pont-d'Arc, France.

Une exposition mi-ombre à l'orientation Nord-Ouest est idéale pour ces plantes si on veut obtenir une belle floraison mais certaines variétés supportent le soleil.
Attention, au-dessus de 20 °C, la floraison s'arrête. L'hortensia est une plante d'extérieur qui ne peut donc pas survivre plusieurs années en intérieur car elle a besoin du froid hivernal pour refleurir la saison suivante.
Si vous avez un mur orienté au nord, il est possible d'y faire grimper un hortensia grimpant ou hortensia liane (Hydrangea petiolaris).

### Taille
Pour obtenir une longue floraison, il est conseillé de tailler les fleurs fanées en début de floraison. Pour protéger la plante en hiver, on peut laisser les dernières fleurs fanées en place tout l'hiver. Pour rajeunir ou maîtriser la densité des hortensias, on taille les plantes au printemps, après les dernières gelées, en rabattant au ras du sol les plus vieux rameaux et en rabattant au moins de moitié les jeunes rameaux.
Le rempotage se fait au printemps ou à l'automne.

### Multiplication
La méthode de multiplication est le semis en mars et le bouturage après la période de floraison.

### Coloration des fleurs
La couleur de la fleur est influencée par l'absorption d'aluminium. Pour obtenir des fleurs bleues, il faut donc avoir un sol riche en aluminium, mais aussi un sol acide, car l'aluminium n'est soluble que dans les sols acides. Chaque variété possède un seuil spécifique. Pour forcer un hortensia à bleuir on peut employer un arrosage avec un mélange de sulfate de fer (qui acidifie le sol) et d'alumine (qui apporte l'aluminium) en avril. On obtient ainsi une couleur d'un bleu intense.
On peut mélanger à la terre de l'ardoise pilée finement pour obtenir la couleur bleue à plus long terme (l'ardoise étant constituée de silice et d'aluminium, ce dernier se libère progressivement lorsque l'ardoise se dégrade). Cependant ceci ne modifiera pas l'acidité du sol, seulement sa teneur en aluminium.

### Maladies et ravageurs
La floraison est compromise si les bourgeons à fleurs sont atteints par le botrytis ou pourriture grise (Botrytis cinerea).
La décoloration du feuillage ou jaunissement des feuilles est le signe d'une chlorose (manque de fer et/ou de magnésium) dû à un surplus d'eau ou à un sol trop calcaire. L'ajout de chélate de fer dans l'eau d'arrosage est utile. Remplir un fût à moitié d'eau et à moitié d'écorces de pin fraîches, attendre environ 24 heures, puis arroser les hortensias de cette préparation.
L'oïdium ou blanc est un champignon qui se remarque par une poussière blanchâtre sur les feuilles et par un changement de couleur des tiges du vert au brun. Des traitements à base de soufre sont nécessaires. Toujours déplacer la plante dans un endroit aéré.
En ce qui concerne les taches de rouille il n'y a pas de traitement mais une plantation dans un sol frais et riche en humus s'impose pour les éviter.
Les mollusques ravageurs, limaces et escargots sont friands du feuillage.
Si des boules blanches apparaissent sur les tiges, il s’agit sans aucun doute de cochenilles pulvinaires ou floconneuses (Pulvinaria floccifera). Supprimez leurs carapaces avec un chiffon imbibé de bière, d’alcool à 90° ou d’eau savonneuse puis traitez avec un produit anti-cochenilles. Il existe aussi des anti-cochenilles à base d’huile blanche qui ont prouvé leur efficacité. En cas de grosse attaque, il n'y a plus qu'à brûler les parties touchées, voire toute la plante.
Le phytophtora : champignon résistant à tous les traitements. Les feuilles sèchent et paraissent avoir soif.
L'hortensia est également sensible à l'ascochyta (taches noires sur les feuilles).

## Utilisation
Les feuilles écrasées et fermentées de certains Hydrangea macrophylla ssp. serrata, comme le cultivar Oamacha, sont utilisées dans la préparation d'une infusion traditionnelle japonaise appelée amacha. L’amacha est bue lors de la fête célébrant l'anniversaire de Bouddha dans le Bouddhisme japonais.
Si seules quelques variétés ne sont pas toxiques[réf. souhaitée], les feuilles des Hydrangea macrophylla ssp. serrata contiennent une molécule édulcorante, la phyllodulcine, près de 400-800 fois plus sucrant que le sucre. L'infusion aurait des capacités médicinales, en tant que produit antiallergique naturel, ainsi que moyen de défense contre la parodontite.

## Toxicité
Il existe peu d'information sur la toxicité d'Hydrangea macrophylla. Le principe actif est peut-être l'hydrangine. L'écorce, les feuilles, les bourgeons floraux sont moyennement toxiques ; il faudrait en ingurgiter de grandes quantités pour éprouver plus qu'un trouble gastro-intestinal. Aussi seuls quelques rares cas d'empoisonnements d'homme ou de bétail ont été signalés dans la littérature,.